# Aldredo, o Escriba
Aldredo, o Escriba (também conhecido como Aldredo, o Glosador) é o nome pelo qual os estudiosos identificam um sacerdote do século X, também conhecido apenas como Aldred, que foi reitor da comunidade monástica de São Cuteberto em Chester-le-Street em 970.
Ele é mais conhecido por sua interpretação dos Evangelhos de Lindisfarne no final do século X. Sua tradução palavra por palavra dos textos em latim para o vernáculo do inglês antigo tornou os evangelhos mais acessíveis à comunidade de língua inglesa antiga. A tradução não foi apenas uma transcrição mecânica, mas traduziu conceitos latinos difíceis para um contexto do inglês antigo mais claro. Aldredo também acrescentou um colofão ao texto que indica muitos detalhes importantes sobre esta cópia dos evangelhos. Os escribas geralmente adicionavam colofões para indicar as circunstâncias de seu trabalho; às vezes incluindo o local, data, preço do manuscrito e cliente para o qual foi copiado. O colofão de Aldredo indica que os Evangelhos foram escritos por Eadfrith, um bispo de Lindisfarne em 698, a encadernação original foi fornecida por Ethelwald, o sucessor de Eadfrith em 721, e a ornamentação externa foi feita por Billfrith, um anacoreta de Lindisfarne. Ele também afirma que os Evangelhos foram criados para Deus e São Cuteberto.
Além dos Evangelhos de Lindisfarne, Aldredo também glosou o Ritual de Durham, os dois conjuntos de glosas sendo os resquícios textuais mais substanciais do dialeto da Nortúmbria do século X do inglês antigo.
Em uma nota no final do manuscrito, Aldredo se autodenomina filho de Alfred e Tilwin - 'Alfredi natus Aldredus vocor; bonæ mulieris (ie Tilwin) filius eximius loquor.' Foi sustentado que ele escreveu com sua própria mão apenas as glosas para São João, e que o resto foi escrito por outros escribas sob sua direção; mas há razão para acreditar que ele mesmo escreveu todos eles.